# マルガレーテ・ジンドルフ
マルガレーテ・ジンドルフ（Margarethe Zinndorf、1855年9月17日 - 1963年5月25日）は、長寿世界一と認定されていたドイツ人女性。
1963年5月、107歳と250日で死去。
現在では同時代にジンドルフより4歳年上のメアリー・ケリーの記録が認定されており、ジンドルフは世界一ではなかったことが判明している。